# Steff Fontaine
Steff Fontaine (Phoenix, 27 agosto 1955) è un cantante, polistrumentista e compositore statunitense famoso per la sua militanza negli Uriah Heep e negli Warlord, nonché per la sua attività di turnista. 
È anche noto come Stephen Fontaine, che è il suo vero nome, o come "Steve Fontaine" o come "Stephen More Fontaine".

## Biografia

### Gli inizi
Iniziata l'attività nel 1976, nel 1980, si unì alla band Full House.
Nel 1980 fu il primo cantante della band christian rock Joshua, che è stata votata come band e album dell'anno dalla rivista Music Connection.

### Gli Uriah Heep e le altre band
Nel luglio 1986 accettò di unirsi come cantante degli Uriah Heep per il tour negli Stati Uniti e in Canada, ma nel settembre dello stesso anno lasciò la band.
Nel 1997, ha formato Majestic (una tribute band dei Journey) e Burn (tribute band dei Deep Purple e dei Rainbow).
Nel 1999 ha formato la band Nightmare Carnival, mentre Nel 2000 gli Heartache City, insieme al chitarrista Ron Sachs.

### Gli Out There
Nel 2014 fonda la band Out There, con la quale produce nuova musica e ripropone alcuni vecchi brani degli Uriah Heep.

## Discografia

### Solista
- 1997 - Burner

### Con gli Uriah Heep
- 1996 - A Time of Revelation

### Con i Joshua
- 1983 - The Hand Is Quicker Than the Eye

### Con i Warlord
- 1984 - And the Cannons of Destruction Have Begun

### Collaborazioni
- 1989 - XYZ - XYZ
- 2001 - Pawnshop - Three Mass Balls
- 2000 - Stuart Matthewman - Twin Falls Idaho